# Héctor Licudi
Héctor Licudi Bottaro (Gibilterra, ... – Madrid, 21 ottobre 1959) è stato uno scrittore e giornalista britannico, originario di Gibilterra.

## Biografia
Nel 1929 scrisse il romanzo Barbarita, in spagnolo e poi pubblicato anche in inglese, che ha avuto un certo rilievo nella creazione letteraria di Gibilterra.
Il romanzo, attraverso una storia, evidenzia i rapporti e le varie relazioni tra Gibilterra e il Regno Unito.
L'opera  'Barbarita'  può essere considerata il poema epico nazionale di Gibilterra, in quanto in chiave epica narra le vicissitudini del popolo gibilterrino, nei suoi svariati aspetti e nei fondamentali rapporti di reciproca simpatia secolare col Regno Unito, che durano dal 1704, anno della sovranità britannica sulla Rocca.
Le altre sue due opere sono state una biografia di Oscar Wilde ed una traduzione del libro L'amante del cardinale di Benito Mussolini.

## Pubblicazioni
- (ES) Héctor Licudi, Barbarita, Madrid, Editorial Mundo Latino, 1929,  p. 399, OCLC 177670724.
- (ES) Héctor Licudi, La amante del Cardenal. Novela. Traducción de Héctor Licudi, autore originale Benito Mussolini, Madrid, Editorial España, 1930,  p. 263, OCLC 503824536.